# Quatre Sœurs
 (décembre 2021).
Pour le film de Claude Lanzmann, voir Les Quatre Sœurs.
Quatre Sœurs est une série de romans et bandes dessinées écrite par Malika Ferdjoukh.
Cette série est composée de quatre tomes. Chacun d'eux est dédié à la vie d'une jeune fille : le tome un aborde la vie d'Enid, le deux la vie d'Hortense, le trois la vie de Bettina et le quatre celle de Geneviève.

## Synopsis
Dans Quatre sœurs, Malika Ferdjoukh raconte la vie de famille des cinq sœurs Verdelaine, orphelines depuis peu : Enid, 9 ans, Hortense, 11 ans, Bettina, 14 ans, Geneviève, 16 ans, et Charlie, 23 ans.
L'intrigue est fondée sur les rapports qu'entretiennent ces sœurs et leur quotidien à la « Vill'Hervé », la maison où elles vivent face à l'Atlantique. L'histoire est racontée sous le point de vue de chacune des sœurs à tour de rôle, le temps d'une saison. Enid durant l'automne, Hortense l'hiver, Bettina le printemps et Geneviève l'été. Seule Charlie, la sœur ainée, n'a pas de tome qui lui est dédiée.

## Les romans
Quatre Sœurs est à l'origine une série de quatre romans, tous publiés par L'École des loisirs en 2003.
Chaque tome raconte la vie de cette famille du point de vue de l'une des sœurs qui la compose :
1. Enid[1]
2. Hortense[2]
3. Bettina[3]
4. Geneviève[4]

Le roman Quatre Sœurs : L'intégrale de Malika Ferdjoukh a ensuite été publié par L'École des loisirs en 2013, dans la collection « Médium Grand Format ». Il comprend l'ensemble des quatre romans de la série de romans Quatre sœurs. Il a été réédité pour la dernière fois en 2020, toujours par L'École des loisirs.

## La bande dessinée
Les bandes dessinées ont été publiées par la maison d'édition Rue de Sèvres. Le dessin des quatre tomes est réalisé par Cati Baur.
Comme pour les romans, chacun des quatre tomes représentent la vie de l'une des cinq sœurs Verdelaine.
1. Enid, publié en 2011[6].
2. Hortense, publié en 2014[7].
3. Bettina, publié en 2016[8].
4. Geneviève, publié en 2018[9].

Un autre album, Quatre Saisons, illustré par Lucie Durbiano est également parue en 2013 dans la collection « BD Kids / Je bouquine » de Bayard. Il s'agit de l'intégrale des petites histoires au sujet des quatre sœurs à l'origine publiées sous forme de feuilleton dans la revue Je Bouquine.

## Prix et distinctions
- 2012 : sélection jeunesse du Festival d'Angoulême 2012 pour Quatre sœurs, t. 1 : Enid, avec Cati Baur[10]
- 2015 : sélection jeunesse du Festival d'Angoulême 2015 pour Quatre sœurs, t. 2 : Hortense, avec Cati Baur[11]
- 2016 :  Prix de la Semaine Paul Hurtmans du livre de jeunesse pour Quatre sœurs, tome 1 ; Enid, avec Cati Baur[12]
- 2017 : sélection jeunesse du Festival d'Angoulême 2017 pour Quatre sœurs, t. 3 : Bettina, avec Cati Baur[13]
- 2021 :  deuxième du prix Cento (it) pour Quatre Sœurs, tome 1 : Enid[14]
- 2022 :  Prix Orbil décerné par l'ALIR, Association des librairies indépendantes pour enfants, pour Quatre Sœurs, tome 1 : Enid[15]